# カトリック・ダイジェスト
『カトリック・ダイジェスト』(Catholic Digest) は、アメリカ合衆国のローマ・カトリック教会信徒向けの月刊誌。第二次世界大戦後には、日本版も刊行されていた。

## 概要
1936年創刊とされるが、1934年創刊とする記述も見受けられる。2001年の時点で40万部を発行し、270万人の読者がいるとされ、2008年の時点でも、30万部、読者数220万人とされた。
2001年12月に、フランスのカトリック系メディア・グループであるバヤール・プレスが、それまで1964年以来、この雑誌を所有していたミネソタ州セントポールの聖トマス大学から同誌を買い受けた。

## 日本版
日本版の『カトリック・ダイジェスト』は、東京の小峰書店が版元となり、1948年に1巻1号が刊行され、1953年の6巻12号までで休刊となった。編集長を務めたのは、後に還俗、帰化して星井巌となる、上智大学教授のペテル・J・ヘルツォーク神父であり、大学を出たばかりであった遠藤周作が編集補助にあたり、休刊直前の短い期間は、ヘルツォークの後を受けて2代目の編集長となった。